# 镇赉镇
镇赉镇，是中华人民共和国吉林省白城市镇赉县下辖的一个乡镇级行政单位。

## 行政区划
镇赉镇下辖以下地区：
正阳社区、铁北社区、庆生社区、庆余社区、民康社区、华城社区、新兴社区、庆安社区、广通社区、团结社区、长安村、街北村、南岗村、西艾力村、架其营子村、太平山村、六合村、二龙村、新立村、洋营子村、哈拉本召村、二井子村、麻子村、八格歹村、郭家村、乌拉村和满汉村。